# بانک قوامین
بانک قوامین شرکت خدمات مالی و بانکداری ایرانی بود که با حمایت فرماندهی انتظامی جمهوری اسلامی ایران در سال ۱۳۹۱ تأسیس شد و به موجب اطلاعیه بانک مرکزی ایران در تاریخ ۱۱ اسفند ۱۳۹۷ در بانک سپه ادغام گردید.

## تاریخچه
صندوق قرض‌الحسنه نیروی انتظامی و با هدف تأمین توان مالی نیروی انتظامی جمهوری اسلامی ایران فعالیت خود را آغاز کرد و در تاریخ ۲۰ شهریور ۱۳۷۹ به مؤسسه پس‌انداز و قرض الحسنه قوامین و نهایتاً با مجوز شماره ۱۵۰۰۵۹/۹۱ به تاریخ ۱۳۹۱/۰۶/۱۲ صادره از سوی بانک مرکزی به نام «بانک قوامین» تغییر نام یافت.
بانک «قوامین» تا سال ۱۳۷۹ به عنوان یک صندوق قرض‌الحسنه مشغول فعالیت بود. در واقع، صندوق قرض‌الحسنه ناجا به‌شمار می‌رفت و مجموعاً از ۳۶ شعبه تشکیل شده بود. در هر استان یک شعبه و در تهران چندین شعبه داشت. در سال ۱۳۷۹ به مؤسسه پس‌انداز و قرض‌الحسنه قوامین تغییر پیدا کرد و این‌گونه فعالیت‌های مالی و اعتباری آن شروع شد. به تدریج گسترش مؤسسه قوامین سابق آغاز شد و در نهایت مؤسسه به بانک تبدیل شد.
آنها در مسیر تبدیل قوامین از مؤسسه مالی و اعتباری به بانک، از یک خلاء قانونی استفاده کردند و مؤسسه قوامین را به بانک تبدیل کردند. در قانون تجارت، در مورد موسسات و شرکت‌ها توضیح داده شده‌است، ولی هیچ‌کجا در قانون تجارت، دربارهٔ نحوه تبدیل موسسات غیرانتفاعی به شرکت توضیح داده نشده‌است. موسسات شامل انتفاعی و غیرانتفاعی هستند و شرکت‌ها نیز شامل سهامی عام، سهامی خاص، با مسوولیت محدود و تضامنی هستند، آنها از این خلاء قانونی استفاده کرده و مؤسسه قوامین را به بانک تبدیل کردند.
در سال ۱۳۹۱ بانک قوامین ادغام شده در بانک سپه به عنوان هشتمین بانک فرابورس وارد عرصه شد و با درآمدی بالغ بر ۴۸ هزار میلیارد ریال در رتبه بیست و چهار در بین بزرگ‌ترین شرکت‌های ایرانی و هفتمین بانک ایران قرار گرفت.

## گواهینامه‌ها
روابط عمومی بانک قوامین در ۱۲ آبان ۹۲ در وب سایت این بانک اعلام کرد که بانک قوامین در دومین اجلاس بین‌المللی اکوایت موفق به دریافت نشان و استاندارد بین‌المللی رضایتمندی مشتریان (ISO 10004:2012) و نیز نشان بین‌المللی نوآوری در مدیریت بانکداری از سوی اتحادیه اروپا شده‌است.

## بحران قرض‌الحسنه‌های اصفهان و تعهدها
بانک قوامین سابق در زمان فعلیت خود تعهدات چهار مؤسسه مالی و اعتباری ورشکسته: آل طاها اصفهان، محمد رسول‌الله اصفهان، گنبد سبز نجف‌آباد و مؤسسه مالی و اعتباری اعتماد ایرانیان را پذیرفته بود و اقدام به بازپرداخت سرمایه‌گذاری‌های مشتریان این مؤسسات مالی و اعتباری نمود.
بحران قرض‌الحسنه‌های اصفهان در سال ۱۳۸۴ در اثر هجوم یکباره مردم برای باز پس‌گیری سپرده‌های خود از صندوق‌ها که دارای تخصص، منابع لازم و مجوزهای قانونی نبودند ایجاد شد. با رایزنی استاندار وقت سید محمود حسینی و محمدباقر قالیباف فرمانده وقت نیروی انتظامی ایران مؤسسه قوامین تعهدات مؤسسه مالی و اعتباری ورشکسته: آل طاها اصفهان، محمد رسول‌الله اصفهان، را پذیرفت و پس از موفقیت در این امر مؤسسه قوامین به بانک ارتقاء یافت.

## انواع حساب‌ها و سایر خدمات ارائه شده در بانک قوامین
افتتاح انواع حساب‌های کوتاه مدت نظیر حساب زرین، حساب قوامین کارت (کارت الکترونیکی)، حساب قرض الحسنه جاری (دسته چک بانکی)، حساب قرض الحسنه پس‌انداز و همچنین حساب‌های بلند مدت یک ساله تا پنج ساله از عمده‌ترین خدماتی بود که در خصوص افتتاح حساب به مشتریان عرضه می‌شد.

با وجود آن که بانک قوامین سابق خدماتی نظیر تلفن‌بانک و کارت الکترونیک را تقریباً از دوران فعالیت به عنوان مؤسسه شروع کرده بود، اما تا اواخر خرداد ۹۲، این بانک در شبکهٔ شتاب عضو نبود و کارت‌های الکترونیکی و خودپردازهای آن تنها برای مشتریان این بانک که کارت الکترونیکی آن را داشتند، قابل استفاده بود. بانک قوامین سابق، اواخر خردادماه سال ۱۳۹۲، عضو شبکهٔ شتاب شد. و امکان استفاده از کارت‌های الکترونیکی این بانک در تمامی دستگاه‌های خودپرداز بانک‌ها و دستگاه‌های POS عضو شبکهٔ شتاب و امکان خرید اینترنتی، برای دارندگان آن مهیا شد.

خدمات بانکی الکترونیکی نظیر ساتنا و پایا و همچنین اتصال انواع حساب‌های کوتاه مدت و قرض الحسنه به کارت‌های الکترونیکی در این بانک ارائه می‌شد. همچنین سرویس همراه بانک قوامین سابق، در تیرماه سال ۱۳۹۴ به بهره‌برداری رسید.
بانک قوامین سابق جهت جذب مشتریان بیشتر، سپرده‌های یکساله‌ای را با کارکرد مشابه سپرده کوتاه مدت ارائه‌می‌کرد که به سپرده «یکساله ۴» معروف بود. در این نوع از حساب، سود تصویب شده سپرده‌های یکساله به سپرده‌گذار تعلق می‌گرفت، ولی سپرده‌گذار می‌توانست بدون کسر جریمه به راحتی از حساب واریز یا برداشت کند. مشروط بر این که موجودی حساب از ۲۰ میلیون ریال کمتر نشود.
همچنین بانک قوامین با معرفی حساب زرین ۲ نیز سود روزشمار تا ۲۲ درصد را به مشتریان ویژه پرداخت می‌کرد.

## ادغام بانک‌های نیروهای مسلح در بانک سپه
براساس اطلاعیه بانک مرکزی ایران در تاریخ ۱۱ اسفند ۱۳۹۷ بانک‌های انصار، قوامین، حکمت ایرانیان، مهر اقتصاد و مؤسسه اعتباری کوثر در بانک سپه ادغام شدند. در تاریخ ۲۰ آذر ۱۳۹۹ بانک قوامین به‌طور کامل و رسمی بعد از برگزاری مجمع انحلال و ادغام، در بانک سپه ادغام شد.

## شرکت پرداخت
بانک قوامین و شرکتهای آن مالک عمده سهام شرکت سایان کارت بودند.
این شرکت هم‌اکنون از شرکت‌های زیر مجموعه
بانک سپه می‌باشد.